# 乾漆棺

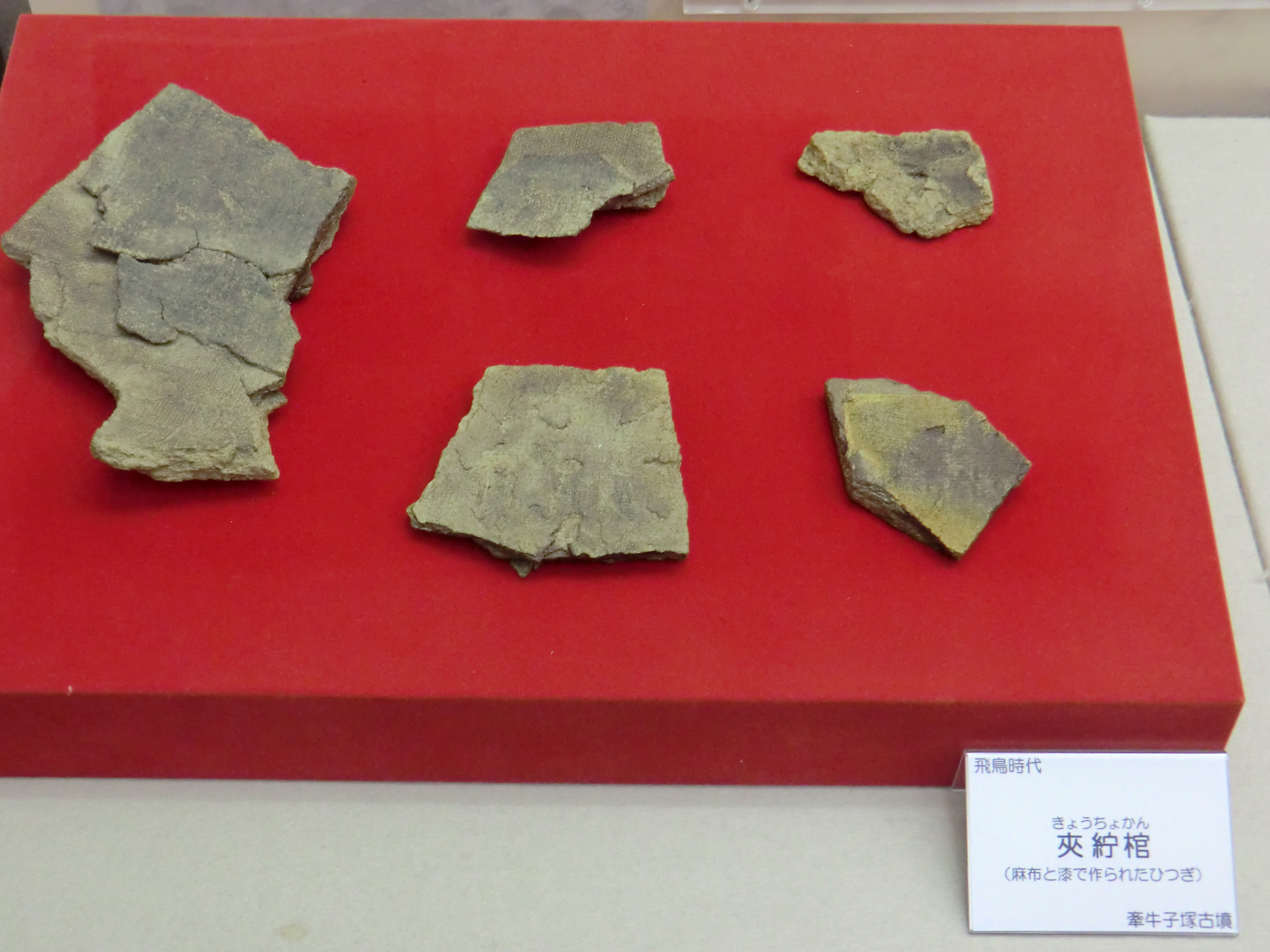
牽牛子塚古墳出土の夾紵棺
（明日香村埋蔵文化財展示室）

乾漆棺（かんしつかん）とは、夾紵（きょうちょ、麻布）を漆で貼り重ねる技法によって作られた棺の一種である。夾紵棺とも言う。
乾漆棺には麻布を幾重にも貼り重ねて形成した脱活乾漆棺と、木棺に布を漆で塗り固めた木心乾漆棺の2種類がある。
ごく一部の終末期古墳にみられ、当時最高級の棺として貴人の葬送に用いられたと考えられる。

## 乾漆棺が出土した古墳
乾漆棺の出土例は極めて少ない。いずれも被葬者は皇族をはじめとする貴人が想定されている。
- 八幡山古墳（埼玉県行田市、物部連兄麿？）
- マルコ山古墳（奈良県高市郡明日香村、川島皇子？）
- 牽牛子塚古墳（奈良県高市郡明日香村、斉明天皇？）
- 越塚御門古墳（奈良県高市郡明日香村、大田皇女？）
- 野口王墓（奈良県高市郡明日香村、天武天皇）
- 高松塚古墳（奈良県高市郡明日香村、天武天皇皇子？）
- 阿武山古墳（大阪府高槻市、中臣鎌足？）
- 叡福寺北古墳（大阪府南河内郡太子町、聖徳太子・膳部菩岐々美郎女？）

大阪府柏原市の安福寺には、夾紵棺の一部が所蔵されているが、同寺周辺には終末期古墳がないため、叡福寺北古墳から出土した棺の一部である可能性が指摘されている。柏原市指定文化財。

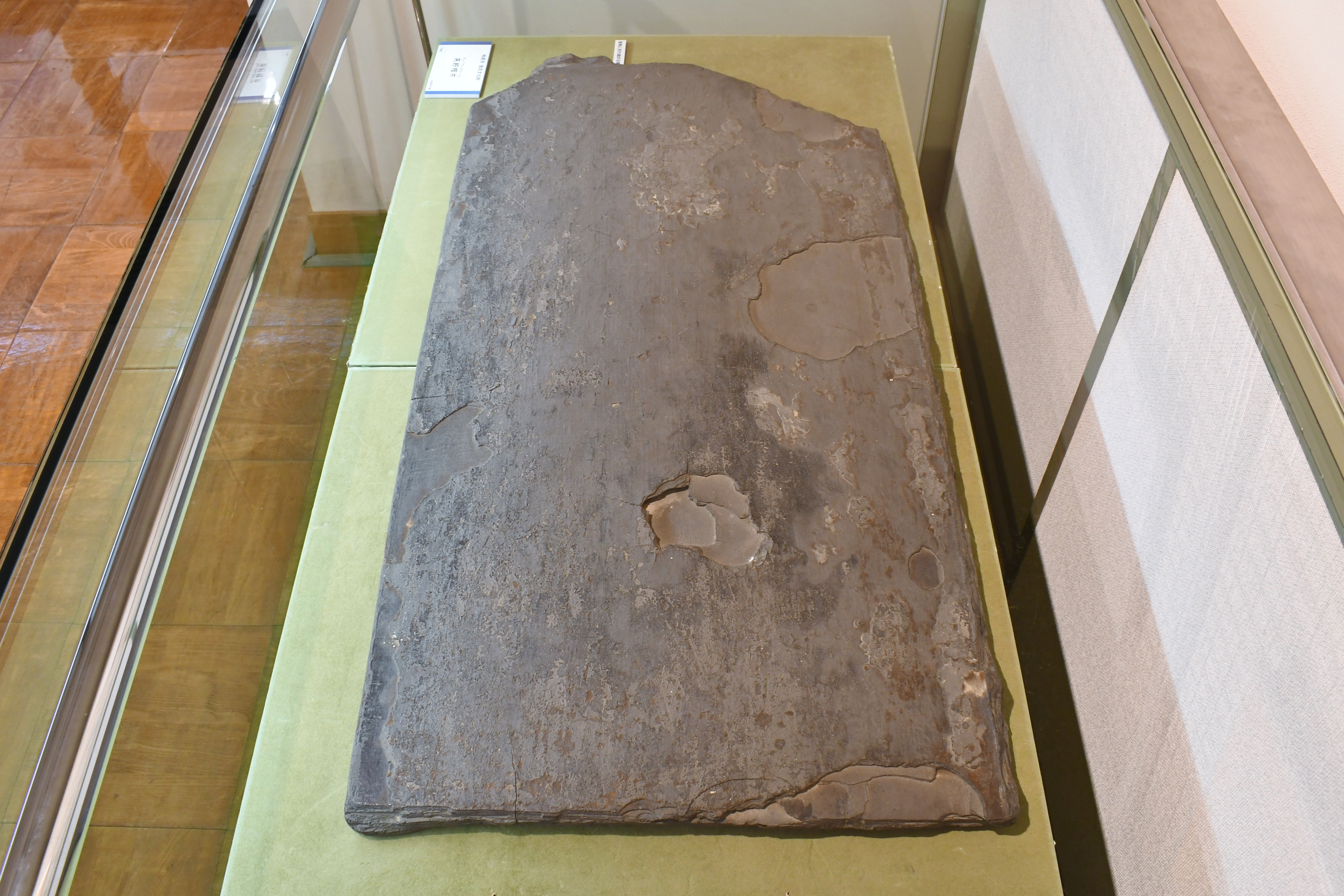
安福寺所蔵 夾紵棺片 柏原市立歴史資料館企画展示時に撮影。